# بحيرة كيرن
بحيرة كيرن، في الأصل لاجونا دي لوس تولاريس، وكانت أصغر من ثلاث بحيرات كبيرة في حوض تولير، في وادي سان جواكين الجنوبي الغربي من ولاية كاليفورنيا. كانت أول البحيرات التي يغذيها نهر كيرن. الآن قاع البحيرة جاف، وذلك بسبب التسريب الزراعي من مياه نهر كيرن والمياه الجوفية.